# Musaf
Musaf (în ebraică: מוסף „adaos”) este o o parte a liturgiei iudaice care se recită în timpul zilelor de sărbătoare amintite în Tora (Cele cinci cărți ale lui Moise), în care se făcea în Cortul întâlnirii și apoi în Templul din Ierusalim un sacrificiu suplimentar (korban musaf) față de ofranda cotidiană.  
Acest serviciu divin poate fi efectuat în orice moment al zilei, dar de obicei el se face de îndată după rugăciunea de dimineață Șaharit.
Seriviciul divin Musaf e compus in principal din așa numita rugăciune Amidá. 